# Макаровка (Чекмагушевский район)
Макаровка (баш. Маҡар) — деревня в Чекмагушевском районе Республики Башкортостан Российской Федерации. Входит в состав Юмашевского сельсовета. В 1989—2004 годах входила в состав расформированного Митро-Аюповского сельсовета.
Закон Республики Башкортостан «Об изменениях в административно-территориальном устройстве
Республики Башкортостан, изменениях границ и преобразованиях муниципальных образований в Республике Башкортостан», ст. 1, п.127 гласит:

Объединить Юмашевский и Митро-Аюповский сельсоветы Чекмагушевского района с сохранением наименования Юмашевский сельсовет с административным центром в селе Юмашево, исключив Метро-Аюповский сельсовет из учётных данных.
— http://www.gsrb.ru/MainLeftMenu/ZakonoTvorch/Zakoni/125-2004.php

## География

### Географическое положение
Расстояние до:
- районного центра (Чекмагуш): 32 км,
- центра сельсовета (Юмашево): 9 км,
- ближайшей ж/д станции (Буздяк): 74 км.

## Население
| 2002 | 2009 | 2010 |
| ---- | ---- | ---- |
| 75   | ↗89  | ↘52  |

Национальный состав
Согласно переписи 2002 года, преобладающая национальность — чуваши (96 %).